# Седельяно
Седельяно (італ. Sedegliano) — муніципалітет в Італії, у регіоні Фріулі-Венеція-Джулія,  провінція Удіне.
Седельяно розташоване на відстані близько 460 км на північ від Рима, 80 км на північний захід від Трієста, 21 км на захід від Удіне.
Населення — 3900 осіб (2014).
Щорічний фестиваль відбувається 17 січня. Покровителі — святий Антоній Великий.

## Демографія
Населення за роками:

Станом на 1 січня 2023 року в муніципалітеті офіційно проживали 284 іноземці з 28 країн, серед них 105 громадян країн Євросоюзу та 20 громадян України.

## Сусідні муніципалітети
- Кодроїпо
- Козеано
- Флайбано
- Мерето-ді-Томба
- Сан-Джорджо-делла-Рикінвельда
- Сан-Мартіно-аль-Тальяменто
- Вальвазоне-Арцене